# Repertorio per flauto traverso
Repertorio per flauto traverso è un termine generico utilizzato per indicare i brani composti per il flauto traverso. Gli elenchi che seguono non hanno la pretesa di essere completi, ma vogliono piuttosto presentare un panorama delle opere più comunemente eseguite e conosciute.Tali liste, inoltre, non includono in generale opere composte originariamente per altri strumenti e successivamente trascritte, adattate o arrangiate per flauto, a meno che non si tratti di brani ormai entrati nel repertorio, nel qual caso viene indicata anche la strumentazione originaria.

## Flauto solo

### Barocco
- Johann Sebastian Bach: Partita per flauto solo (c. 1718)
- Federico II di Prussia: 100 esercizi giornalieri
- Jacques-Martin Hotteterre: Écos - pour la flûte traversière seule (in Premier livre de pièces [...] op. 2)
- Georg Philipp Telemann: 12 fantasie per flauto solo
- Johann Joachim Quantz:
  - fantasie, preludi, capricci (ms. Giedde I.45, Biblioteca Reale di Copenaghen)[1]
  - Solfeggi (ms. Giedde I.16, Biblioteca Reale di Copenaghen)[2]
- Filippo Ruge: 17 capricci per flauto
- Wenceslao Zimmermann: 48 capricci per flauto traverso solo

### Classicismo
- Carl Philipp Emanuel Bach: 
  - Sonata per il flauto traverso solo senza basso in la minore Wq 132 (H.562)  (1763)
- Niccolò Dôthel: Studi per il flauto in tutti i tuoni e modi
- Johann George Tromlitz: 6 partite

### Romanticismo
- Theobald Boehm: varie raccolte di studi e capricci
- Felix Mendelssohn: Canto del pastore in sol minore MWV R 24

### Moderno
- Claude Debussy: Syrinx (1913)
- Paul Hindemith: Acht Stücke (otto pezzi, per flauto solo) (1927)
- Arthur Honegger: Danse de la chèvre
- Jacques Ibert: Pièce (1936)
- Sigfrid Karg-Elert: Sonata appassionata in fa diesis minore op. 140
- Ruth Crawford Seeger: Diaphonic Suite, per flauto o oboe (1930)
- Edgard Varèse: Density 21.5

### Contemporaneo
- Robert Aitken:
  - Icicle (1977)
- Malcolm Arnold: Fantasy
- Kees van Baaren: Musica per flauto solo
- Milton Babbitt: None But The Lonely Flute
- Eugène Bozza: Image
- Luciano Berio: Sequenza I (1958)
- Rob du Bois: 
  - Music for Solo Flute (1961)
  - On a Lion's Interlude, solo per flauto contralto (1986)
- Howard J. Buss:
  - A Day in the City (1986)
  - Anne of the Waves (2018)
  - Hurricane! (2004)
  - Pipe Dream (1992)
  - Space Renaissance Suite (2014)
  - Venetian Memoirs (2010)
  - Plainsong (1977)
- Elliott Carter: Scrivo in vento (1991)
- Ian Clarke: Zoom Tube (1999), The Great Train Race(1993)
- Miguel del Aguila: Sonata Flautísima
- Matthew Davidson: Stolen Music for a Flute Player per flauto/ottavino solo (1993)
- Fabrizio De Rossi Re: Direful Monster (1986)
- Laurie Efrein: Attraction
- Brian Ferneyhough:
  - Cassandra's Dream Song
  - Unity Capsule
- Christopher Fox: Stone.Wind.Rain.Sun3 per flauto contralto
- Philip Glass: Arabesque in Memoriam (1988)
- César Guerra-Peixe: Melopéias nº1 (1947), Melopéias nº2 (1948), Melopéias nº3 (1950)
- Katherine Hoover: Kokopeli
- Betsy Jolas: Episode Second: Ohne Worte (1977)
- André Jolivet: Cinq incantations[3]
- Sophie Lacaze: Voyelles (1993)
- John La Montaine: Sonata
- Lowell Liebermann: 
  - Soliloquy (1993)
- Peter Machajdík: Iese per flauto solo (2007) 5'00"
  - Eight Pieces per flauto, ottavino, flauto contralto o basso (o in alternanza a discrezione dell'esecutore) Op.59 (1997)
- Donald Martino:
  - Quodlibets (1954)
  - Quodlibets II (1980)
- Ricardo Matosinhos: Krísis (2015)
- Robert Muczynski: Tre preludi, Op. 18 (1962)
- Lior Navok: Dunes (2005)
- Ástor Piazzolla: Tango Etudes
- Kaija Saariaho: Couleurs du vent, per flauto contralto (1998)
- Salvatore Sciarrino: Addio case del vento (1993)
- John Serry Sr.:
  - African Bolero (1951, revisione 1991)[4]
  - La Culebra (1951, revisione 1991)[5]
- Harvey Sollberger: New Millennium Memo
- Karlheinz Stockhausen:
  - Amour
  - Flautina
  - Harmonien
  - In Freundschaft
  - Katikati
  - Thinki
  - Ypsilon
  - Xi
- Tōru Takemitsu:
  - Air
  - Voice[6]
- Josef Tal: Duetto per due flauti (1953)
- August Verbesselt: Drie Monologen
- Charles Wuorinen:
  - Flute Variations
  - Flute Variations II
- Bernd Alois Zimmermann: Tempus Loquendi (1963)

## Flauto e strumento a tastiera/basso continuo

### Barocco
- Michel Blavet: varie raccolte di sonate con basso continuo
- Johann Sebastian Bach: 
  - sonata per flauto e clavicembalo in si minore BWV 1030
  - sonata per flauto e clavicembalo in la maggiore BWV 1032
  - sonata per flauto e basso continuo in mi minore BWV 1034
  - sonata per flauto e basso continuo in mi maggiore BWV 1035
- Michel de La Barre: varie raccolte di sonate per flauto e basso continuo
- Joseph Bodin de Boismortier: varie raccolte di sonate per flauto e basso continuo
- Federico II di Prussia
  - 121 sonate per flauto e basso continuo
- Georg Friedrich Händel: Sonate HWV 359b, HWV 363b, HWV 367b, HWV 378, HWV 379; HWV 374, HWV 375, HWV 376
- Jacques-Martin Hotteterre:
  - Premier livre de pièces [...] op. 2
  - Deuxième livre de pièces [...] op. 5
- Pietro Antonio Locatelli: sonate per flauto e basso continuo op. 2

### Classicismo
- Carl Philipp Emanuel Bach: 
  - sonata per flauto e clavicembalo in sol minore BWV 1020 (precedentemente attribuita al padre Johann Sebastian)
  - sonata per flauto e clavicembalo in mi bemolle maggiore BWV 1031 (precedentemente attribuita al padre Johann Sebastian)
  - sonata per flauto e basso continuo in do maggiore BWV 1033 (precedentemente attribuita al padre Johann Sebastian)
  - sonata "amburghese" in sol maggiore Wq. 133
  - sonata in re maggiore Wq. 83
  - sonata in mi maggiore Wq. 84
- Ludwig van Beethoven
  - Serenata per pianoforte e flauto (o violino) in re maggiore op. 41
  - Sei cicli di variazioni per pianoforte e flauto (o violino) op. 105
  - Dieci cicli di variazioni per pianoforte e flauto (o violino) op. 107
  - Sonata per flauto in si bemolle maggiore Anh. 4 (dubbia)
- Wolfgang Amadeus Mozart
  - Sonate K. 10-15 per violino o flauto e fortepiano (1764)
- Johann George Tromlitz
  - tre sonate per flauto e strumento a tastiera
  - tre sonate per strumento a tastiera e flauto
  - Sonaten, Sonatinen und Rondos per flauto e basso continuo

### Romanticismo
- Theobald Böhm: 
  - Grande polonaise in re maggiore op. 16
  - Fantasie sur un air de F. Schubert op.21
  - Élégie op.47
  - Andante per flauto e pianoforte op. 33
  - Variations sur un air tyrolien op.20
  - Variations sur un Air Allemand op.22
  - Variations sur "Nel cor più" op.4
  - Souvenir des Alpes op. 27-32
- Frédéric Chopin: Variazioni in mi maggiore dall'aria "Non più mesta" dalla Cenerentola di Rossini KK. Anh. Ia/5 (spurie)
- Franz Danzi: Sonata in sol maggiore
- Gaetano Donizetti: Sonata per flauto e pianoforte A 503
- César Franck: Sonata in la maggiore in origine per violino)
- Antonín Reicha: Sonata in sol maggiore op. 54
- Carl Reinecke: sonata "Undine" op. 167
- Franz Ries: Sonata sentimentale in mi bemolle maggiore op. 169
- Franz Schubert: Introduzione e variazioni in mi minore su "Trockne Blumen", op. 160, D. 802 (1824)
- Richard Strauss: Introduzione, tema e variazioni in sol maggiore, TrV 76, AV 56 (1879)
- Charles-Marie Widor: Suite op. 34 per flauto e pianoforte

### Moderno
- Ernest Bloch: Suite modale B.95
- Evariste De Roye: Tre movimenti per flauto e pianoforte
- George Enescu: Cantabile et presto
- Gabriel Fauré: Fantasia
- Paul Hindemith: Sonata
- Philippe Gaubert
  - Fantasia
  - Nocturne et Allegro Scherzando
  - Sonate n. 1–3
  - Fantaisie
  - Madrigal
- Hamilton Harty: In Ireland
- Georges Hue: Fantasie
- Frank Martin: Ballade
- Jules Mouquet: La Flûte de Pan
- Francis Poulenc: Sonata per flauto e pianoforte
- Sergei Prokofiev: Sonata in re maggiore (originariamente per flauto, poi trascritta per violino)
- Paul Taffanel: Andante pastoral et scherzettino

### Contemporaneo
- Linthicum-Blackhorse: Mnicakmun | The Sounds of Water[7]
- Samuel Barber: Canzone (trascrizione del secondo movimento del Concerto per pianoforte)
- Rob du Bois:
  - Bagatellen (7) (1971)
  - Bewegingen [Movements], per ottavino e pianoforte (1961; revisione successiva per flauto e pianoforte)
  - Die Gretchenfrage (2004)
  - Luna, per flauto contralto e pianoforte (1987; orchestrato nel 1987)
- Claude Bolling
  - Suite for Flute and Jazz Piano
  - Suite for Flute and Jazz Piano No. 2
- Pierre Boulez: Sonatine
- Howard J. Buss:Flute Pizzazz (2018),Vibrant Horizons (2018), Moon Glow (2015), Dragon Flight (2009), Fantasie (2006), Seaside Reflections (1993), Wave Train (1990)
- Ian Clarke
  - Hypnosis
  - Orange Dawn
  - Sunstreams
  - The Mad Hatter
- Aaron Copland: Duetto per flauto e pianoforte
- Miguel del Aguila: Miami Flute Suite
- Fabrizio De Rossi Re: An Optical Illusion Too? (1987)
- Henri Dutilleux: Sonatine
- Jindřich Feld: Sonata per flauto e pianoforte
- Richard Festinger: The Way Things Go (2006)
- Howard Hanson: Serenade
- André Jolivet: Chant de Linos
- Shigeru Kan-no: Wille per flauto e clavicembalo
- Kent Kennan: Night Soliloquy
- Ron Korb: St. Johann (2012)
- Lowell Liebermann: 
  - Sonata per flauto e pianoforte Op.23 (1987)
  - Cinque pezzi dall'album per la gioventù Op.79 (2002)
- Armand Lonque: Sonata per flauto e pianoforte, Op. 21
- Peter Machajdík: Senahh (2015) 8'30"
- Jef Maes: Arabesco e scherzo per flauto e pianoforte
- Olivier Messiaen: Le merle noir
- Lior Navok: Three Winged Movements
- Behzad Ranjbaran: Moto perpetuo
- Jef Schampaert: Notturno e danza
- Laura Schwendinger: Aurora (2017)
- Eric Sessler: Sawmill Sunshine (2007)
- Ananda Sukarlan: Rescuing Ariadne e Narcissus Dying (2007)
- Yolande Uyttenhove: Sonata per flauto e pianoforte
- Charles Wuorinen: Duo Sonata (2004)

## Flauto e altri strumenti

### Barocco
- Michel Blavet: Concerto in la minore
- Johann Sebastian Bach: 
  - Suite n. 2 in si minore per flauto traverso, archi e basso continuo BWV 1067
  - Concerto brandeburghese n. 5 per flauto traverso, violino, clavicembalo, archi e basso continuo in re maggiore BWV 1050
  - Concerto per flauto traverso, violino, clavicembalo, archi e basso continuo in la minore BWV 1044
  - Sonata sopr'il soggetto reale a traversa, violino e continuo, contenuta nell'Offerta musicale BWV 1079
  - Sonata in trio per flauto traverso, violino e basso continuo in sol maggiore BWV 1038
  - Sonata in trio per due flauti traversi e basso continuo BWV 1039 (trascrizione della sonata per viola da gamba BWV 1027)
- Joseph Bodin de Boismortier: 6 concerti per 5 flauti traversi op. 15
- Pierre-Gabriel Buffardin: Concerto in mi minore, Concerto in fa minore
- Federico II di Prussia: vari concerti per flauto traverso e archi
- Jacques-Martin Hotteterre:
  - Sonates en trio [...] op. 3
  - Première suitte de pièces à deux dessus [...] op. 4
  - Deuxième suite de pièces à deux dessus [...] op. 6
  - Troisième suite de pièces à deux dessus  op. 8
- Georg Philipp Telemann: 
  - 12 Quartetti parigini per flauto traverso, violino, viola da gamba (o violoncello) e basso continuo (1730 e 1738)
  - varie sonate con più strumenti e vari concerti
- Antonio Vivaldi, vari concerti[8]: op. 10 (6 concerti espressamente destinati al flauto traverso), RV 427, RV 429, RV 783, RV 431, RV 432, RV 436, RV 438, RV 440
- Johann Joachim Quantz: vari concerti

### Classicismo
- Carl Philipp Emanuel Bach:
  - Concerto in re minore H. 426
  - Concerto in sol maggiore H. 44
  - Concerto in la minore H. 431
  - Concerto in la maggiore H. 438
  - Concerto in si bemolle maggiore H. 435
  - Sonata in trio per flauto, violino e basso continuo in sol maggiore BWV 1038
- Ludwig van Beethoven: 
  - Duetto per due flauti WoO 26 (1792)
  - Serenata per flauto, violino e viola in re maggiore op. 25
  - Trio per pianoforte, flauto e fagotto in sol maggiore WoO 37
- François Devienne: Concerti vari
- Franz Anton Hoffmeister: Concerto in re maggiore
- Wolfgang Amadeus Mozart: 
  - Concerto per flauto, arpa e orchestra, K. 299 (1778)
  - Concerto per flauto n. 1 in sol maggiore, K. 313 (1778)
  - Concerto per flauto n. 2 in re maggiore, K. 314 (1778)
  - Andante in do maggiore per flauto e orchestra, K. 315 (1778)
- Carl Stamitz: Concerto in sol maggiore op. 29
- Johann Georg Tromlitz:
  - tre concerti per flauto op. 1

### Romanticismo
- Peter Benoit: Concerto per flauto
- François Borne: Fantaisie brillante sur l'opéra Carmen
- Franz Doppler: Fantasie pastorale hongroise
- Saverio Mercadante: Concerto in mi minore
- Bernhard Molique: Concerto per flauto
- Camille Saint-Saëns:
  - Tarantelle in la minore per flauto, clarinetto e orchestra op. 6, R 183 (1857)
  - Romance in re bemolle maggiore per flauto e orchestra, op. 37, R 192 (1871)
  - Odelette in re maggiore per flauto e orchestra, op. 162, R 212 (1920)
- Richard Strauss: Der Zweikampf in si bemolle maggiore, polacca per flauto, fagotto e orchestra, TrV 133, AV 82 (1884)
- Carl Maria von Weber: 
  - Trio per pianoforte, flauto e violoncello in sol minore op. 63, J. 259 (1818-19)
  - Romanza siciliana in sol minore per flauto e orchestra, J. 47 (1805)
- Carl Reinecke: Concerto in re

### Moderno
- Cécile Chaminade: Concertino
- Claude Debussy:
  - Music for Chansons de Bilitis per 2 flauti, 2 arpe e celesta
  - Sonata per flauto, viola e arpa
- George Enescu: 
  - Sinfonia da camera in mi maggiore p. 33 (1954)
  - Decetto per 2 flauti, oboe, corno inglese, 2 clarinetti, 2 fagotti e 2 corni
- Gabriel Fauré: Sicilienne da Pelléas et Mélisande op. 80
- Charles T. Griffes: Poem
- Jacques Ibert: Concerto per flauto e orchestra
- Carl Nielsen:
  - quintetto di fiati per flauto, oboe, clarinetto, fagotto e corno
  - concerto per flauto e orchestra
- Arnold Schoenberg
  - Prima Sinfonia da camera
  - Seconda Sinfonia da camera
- Edgard Varèse – Octandre per ottavino/flauto, oboe, clarinetto, corno, fagotto, tromba, trombone e contrabbasso
- Heitor Villa-Lobos
  - Assobio a Jato per flauto e violoncello
  - Bachianas Brasileiras n. 6 per flauto e fagotto
  - Chôros n. 2 per flauto e clarinetto
  - Chôros n. 7 per flauto, oboe, clarinetto, sassofono contralto, fagotto, violino e violoncello (con tam-tam ad lib.)
  - Nonetto per flauto (raddoppia l'ottavino), oboe, clarinetto, sassofono contralto (raddoppia il sassofono baritono), fagotto, arpa, celesta, pianoforte e batteria di percussioni (con almeno 2 esecutori) e coro misto SAATBarB.
  - Quinteto (em forma de chôros) per flauto, oboe, corno inglese, clarinetto e fagotto

### Contemporaneo
- Samuel Barber: Summer Music per flauto, oboe, clarinetto, fagotto e corno
- Rob du Bois:
  - Because Going Nowhere Takes a Long Time per voce media, flauto e pianoforte (testo di Kenneth Patchen) (1967)
  - Enigma for flauto, clarinetto basso, percussioni e pianoforte (1969)
  - His Flow of Spirits Is Something Wonderful: Cheerful Music per flauto, clarinetto basso e pianoforte (1979)
  - Night Music per flauto, viola e chitarra (1967)
  - Pastorale II per flauto dolce, flauto traverso e chitarra (1963–69)
  - Per due per flauto e arpa (1968)
  - Pour faire chanter la polonaise per flauto, soprano e tre pianoforti (1965)
  - Sinfonia da camera per 2 flauti, 2 oboi, 2 clarinetti, 2 fagotti, controfagotto e 4 corni (1980)
  - Stukken (2) (due pezzi) per flauto, oboe e violoncello (1962)
  - Symphorine per flauto e trio d'archi (1987)
  - Thalatta, Thalatta per 2 flauti bassi (1987)
  - Words per mezzosoprano, flautp, violoncello e pianoforte (1966)
  - Trio per flauto, oboe e clarinetto (1961)
- Pierre Boulez: 
  - …explosante-fixe…, varie configurazioni con flauto e altri strumenti (1971–72, 1973–74, 1985, 1991–93)
  - Le marteau sans maître per contralto, flauto contralto, viola, chitarra, xilorimba, vibrafono e percussioni
- Howard J. Buss: Fantasia per flauto, clarinetto e pianoforte (1988)
  - Constellations per flauto, pianoforte e percussioni (2015)
  - Cosmic Portrait in versioni per flauto, clarinetto, sassofono contralto e tenore; per quartetto di fiati (2009)
  - Glacial Vistas per flauto, clarinetto e una percussione (2013)
  - Into Each Life per flauto, violoncello, pianoforte e una percussione (1997)
  - Modern Times per narratore, flauto e 4 percussioni (1995)
  - Mysterious Exit per flauto e 4 percussioni (1993)
  - Night Flight per flauto, clarinetto e pianoforte (1999)
  - Ocean Moods per flauto, clarinetto, violino, viola e violoncello (2014)
  - Remembrances per flauto, violoncello e pianoforte (2000)
  - Romance and Caprice per flauto (raddoppiato), flauto contralto e pianoforte (2004)
  - Saint Francis and the Animals per flauto, clarinetto e arpa (2013)
  - Tennessee Suite per flauto, viola pianoforte (2001)
  - Turbulent Times per flauto, oboe e fagotto (2009)
  - Two Caprices per flauto, oboe e marimba (2007)
  - Where Now Rusts the Iron? per voce acuta, flauto, violoncello e 6 percussioni (1994)
- Carlos Chávez:
  - Soli II per flauto, oboe, clarinetto, fagotto e corno
  - Xochipilli per ottavino, flauto, clarinetto in mi bemolle, trombone e sei percussionisti
- Miguel del Aguila
  - Malambo per flauto e pianoforte, ottavino e pianoforte, flauto e archi
  - Submerged per flauto, viola e arpa
  - Seducción per flauto, clarinetto e pianoforte
  - Wind Quintet No.2 per flauto, oboe, clarinetto, fagotto e corno
  - Wind Quintet No.3 per flauto, oboe, clarinetto, fagotto e corno
- Rolf Gehlhaar: Grand Unified Theory of Everything per flauto contralto/basso, clarinetto contralto/basso e pianoforte (1992)
- Harald Genzmer: Concerto per flauto e orchestra
- Philip Glass: Piece in the Shape of a Square for Two Flutes per flauto e ensemble
- Sophie Lacaze: 
  - Broken Words per flauto, violino, viola e violoncello (2000)
  - Au milieu de la plaine per flauto e arpa (2015)
  - And Earth moves away per quartetto di flauti (2018)
  - Ntau per flauto, clarineto, pianoforte e percussioni (2018)
  - Estampes per quartetto di flauti (2012)
  - Souffles per quattro flautisti (2 zamponias, 2 bajones, 3 flauti Boehm) (2010)
- Lowell Liebermann:
  - Air per flauto e organo op.106 (2008)
  - Night Music per flauto, clarinetto e pianoforte op. 109 (2009)
  - Trio No. 1 per flauto, violoncello e pianoforte p. 83 (2002)
  - Trio No. 2 per flauto, violoncello e pianoforte p. 87 (2004)
  - Sonata per flauto e chitarra op.25 (1988)
  - Sonata per flauto e arpa Op.56 (1996)
- Otar Gordeli: Concerto per flauto e orchestra
- Alan Hovhaness: Sinfonia n. 36 op. 312 per flauto e orchestra (1978)
- André Jolivet: Pastorales de Noël per flauto, fagotto e arpa
- Peter Machajdik: Danube Afterpoint per ottavino, flauto, clarinetto, clarinetto basso, 2 pianoforti e quartetto d'archi (2015)
- Lior Navok: Mysterious Pond per flauto, oboe e pianoforte
- Henri Pousseur: Madrigal II per quattro strumenti antichi (flauto, violino, viola da gamba, clavicembalo) (1961)
- Behzad Ranjbaran
  - Fountains of Fin per flauto, violino e violoncello
  - Pastorale per 3 flauti in do (2009)
- Steve Reich: Vermont Counterpoint per flauto amplificato e nastro
- Laura Schwendinger: 
  - High Wire Act per flauto, violino, viola, violoncello e pianoforte (2005)
  - About a Mountain per flauto e mezzosoprano (2011)
  - Constellations per flauto e percussioni (2012)
- Jean Rivier: Concerto
- Christopher Rouse: Concerto per flauto
- John Serry Sr.:
  - African Bolero per flauto e fisarmonica (1950)[9]
  - La Culebra per flauto e fisarmonica (1950)[10]
- Eric Sessler: Hammerhead per flauto e chitarra (2006)
- Alexander Shchetynsky: Introspection per flauto e clavicembalo
- Karlheinz Stockhausen
  - Adieu per flauto, oboe, clarinetto, fagotto e corno
  - Balance, settima ora da Klang per flauto, corno inglese e clarinetto basso.
  - Der Kinderfänger per flauto contralto con ottavino, coro di voci bianche, orchestra moderna, corno di bassetto; per flauto contralto con ottavino, 2 sintetizzatori, percussionista, nastro, operatore del suono; per flauto contralto con ottavino e nastro.
  - Kathinkas Gesang als Luzifers Requiem per flauto e 6 percussionisti, per flauto e musica elettronica, per flauto e 3 pianoforti
  - Kontra-Punkte, per flauto, clarinetto, clarinetto basso, fagotto, tromba, trombone, arpa, pianoforte, violino e violoncello
  - Licht-Bilder, for modulato ad anello, corno di bassetto, tromba modulata ad anello, tenore e sintetizzatore
  - Orchester-Finalisten per flauto, oboe, clarinetto, fagotto, corno, tromba, trombone, tuba, violino, viola, violoncello e contrabbasso con musica elettronica e reale
  - Paradies, Twenty-first Hour from Klang per flauto e musica elettronica
  - Quitt per flauto contralto, tromba e clarinetto basso
  - Schönheit, sesta ora da Klang per flauto, clarinetto basso e tromba
  - Sukat per flauto contralto e corno di bassetto
  - Zeitmaße per flauto, oboe, corno inglese, clarinetto e fagotto
- Ananda Sukarlan: 
  - Vega and Altair (2012), suite per flauto, violino, violoncello e arpa
  - Sinfonia da camera n. 1 (2014) e n. 2 (2015), ciascuna per 10 strumenti
- Josef Tal: Concerto per flauto e orchestra da camera (1976)
- Pasquale Perra: Deus, andante in Si min per due flauti traversi in do e arpa (2022)

## Passi orchestrali
Tratti dalla letteratura sinfonica, i "passi orchestrali" contengono assoli o passaggi tecnici per flauto (e ottavino). Questi sono raccolti dalle orchestre in apposite liste e fanno parte del programma da eseguire in occasione delle audizioni per i ruoli vacanti dell'orchestra.

### Raccolte
- John Wummer, Passi orchestrali dal repertorio sinfonico, voll. I–IX, International Music Company. Questa raccolta di nove volumi del 1967 contiene circa 500 pagine di musica per flauto, comprendenti le parti distintive per flauto della maggior parte dei brani da concerto più eseguiti fino a quella data.
- Jeanne Baxtresser (con riduzioni per pianoforte di Martha Rearick), Passi orchestrali per flauto con accompagnamento di pianoforte, Theodore Presser Company. Sebbene contenga molti degli stessi estratti della raccolta Wummer, questa, più moderna, della signora Baxtresser è arricchita dal suo commento sul materiale e sull'uso delle parti originali [parti non ri-incise]. È disponibile anche una registrazione di Baxtresser che spiega ed esegue i brani.

### Passi famosi per flauto (e ottavino)
- JS Bach : Concerto Brandeburghese n. 5 ; "Aus Liebe will mein Heiland sterben" dalla Passione secondo Matteo ; Suite per orchestra n. 2 in si minore
- Beethoven : Sinfonia n. 3 "Eroica"; Sinfonia n. 4; Sinfonia n. 9 (ottavino); Leonora Ouverture n. 3
- Berlioz : Symphonie fantastique (ottavino); Menuet des Follets da La dannazione di Faust (piccolo duetto)
- Bizet : "Minuetto" dall'Arlesienne, Suite n. 2, "Entr'acte" o "Intermezzo" dall'opera Carmen
- Brahms : Sinfonia n. 4
- Debussy : Prélude à l'après-midi d'un faune
- del Aguila: The Giant Guitar Broken Rondo The Fall of Cuzco
- Dvořák : Sinfonia n. 8 (precedentemente nota come Sinfonia n. 4)
- Gluck : "Minuetto" e "Danza degli spiriti beati" da Orfeo ed Euridice
- Hindemith : Metamorfosi sinfoniche di temi di Carl Maria von Weber
- Mahler : Das Lied von der Erde
- Mendelssohn : Sinfonia n. 4 "italiana"; Scherzo da Sogno di una notte di mezza estate
- Prokofiev : Pierino e il lupo ; Suite del luogotenente (ottavino); Sinfonia n. 1 "Classica"
- Ravel : Daphnis et Chloé ; Ma mère l'oye (ottavino); Bolero (ottavino)
- Respighi : Fontane di Roma
- Rimsky-Korsakov : Ouverture del festival di Pasqua russo ; Scheherazade ; Capriccio Spagnolo
- Rossini : La gazza ladra Ouverture (ottavino); Semiramide Ouverture (ottavino); Ouverture di Guglielmo Tell
- Saint-Saëns : Volière dal Carnevale degli animali
- Shostakovich : Sinfonie n. 5, 7, 8, 9, 10 (ottavino), Ouverture festiva (ottavino e flauto)
- Smetana : La Moldavia da Má vlast
- Richard Strauss : "Danza dei sette veli" da Salomè ; I tiri burloni di Till Eulenspiegel
- Stravinsky : le suite L'uccello di fuoco;, Petruska , Le chant du rossignol
- Tchaikovsky : Sinfonia n. 4 (ottavino)